# Парантроп ефіопський

Парантроп ефіопський (Paranthropus aethiopicus) — викопний вид роду парантропів («масивних австралопітеків»), що мешкав в Східній Африці близько 2,5 млн років тому. Це найстародавніший з парантропів, відомих науці.

## Назва
Українська видова назва є перекладом міжнародної наукової назви Paranthropus aethiopicus, що пов'язане з тим, що цей вид був описаний по рештках, знайдених на території Ефіопії.
Парантропа ефіопського не слід плутати з іншим таксоном, який має подібну назва, — Australopithecus africanus aethiopicus. Це підвидова назва була запропонована Ф. В. Тобайасом в 1980 році для австралопітеків з місцезнаходження Хадар (район Афар, Ефіопія), а в 1985 році Т. Р. Олсон розглядав дану групу як самостійний вид Homo (Australopithecus) aethiopicus. Тепер[коли?] ці хадарські знахідки зазвичай класифікуються не як самостійний вид або підвид, а як представник австралопітека афарського.

## Історія вивчення
Перша знахідка, що належить до цього виду, — це уламок нижньої щелепи, виявлений в 1967 році в долині річки Омо в Ефіопії і отримав номер Omo 18-1967-18. 1968 року французькі дослідники К. Арамбур та І. Коппенсу описали цей фрагмент як такий, що належить до нового роду і виду Paraustralopithecus aethiopicus Arambourg et Coppens, 1968, проте цей рід і вид не отримали визнання серед антропологів.
У 1985 році Аланом Вокером біля озера Туркана в Кенії був знайдений майже повний череп без нижньої щелепи. Він був виявлений під шаром вулканічного туфу, що мав датування близько 2,5 млн років. Цій новій знахідці було присвоєно номер KNM-WT 17000, серед антропологів вона відома також як «чорний череп» (англ. Black Skull). У тому ж районі в близьких за віком відкладеннях був виявлений і великий фрагмент нижньої щелепи KNM-WT 16005.

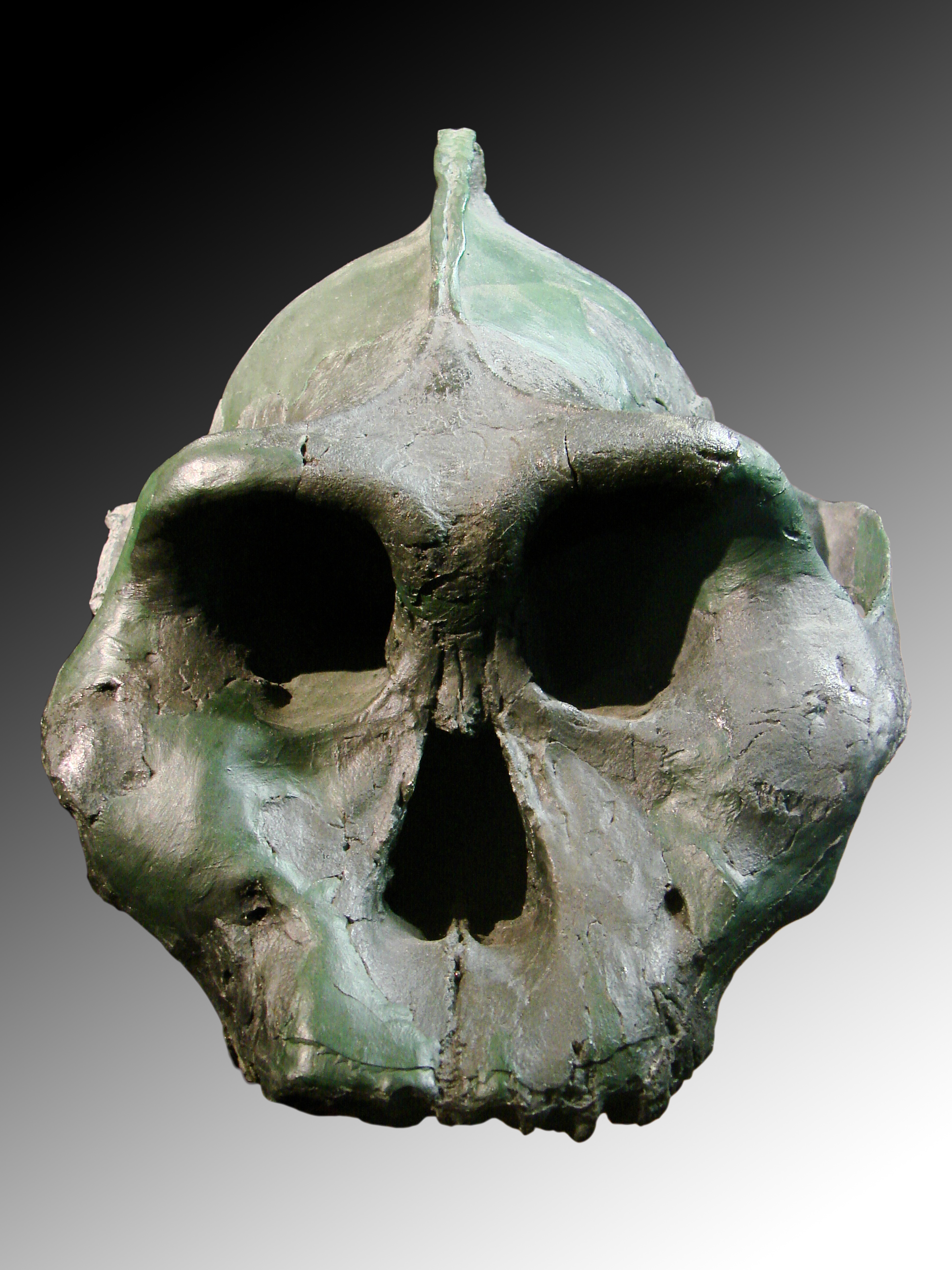
Муляж «чорного черепа» KNM-WT 17000, вид спереду

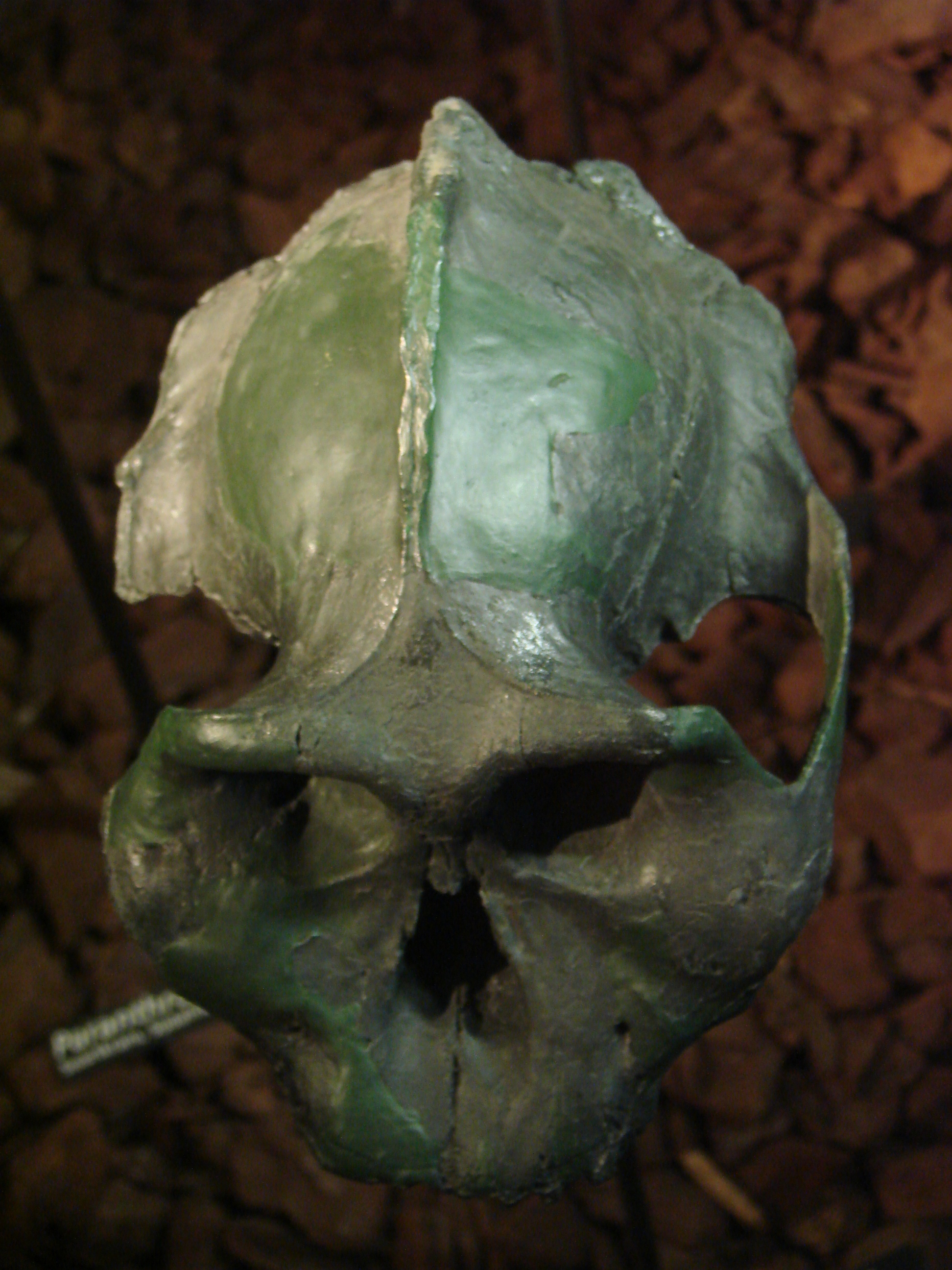
Муляж «чорного черепа» KNM-WT 17000, вид зверху

В 1986 році А. Вокер, Р. Лікі, Дж. Харріс і Ф. Браун опублікували спільну статтю, присвячену цим двом знахідкам. Порівнявши «чорний череп» з іншими викопними рештками, ці дослідники прийшли до висновку, що він найімовірніше належав Australopithecus boisei — одному з видів «масивних австралопітеків» (зараз його зазвичай називають Парантроп Бойса (Paranthropus boisei)), а деякі відмінності в будові пояснювали внутрішньовидовою мінливісттю, чи тим, що це древній і примітивний представник цього виду. Однак, автори статті допускали, що надалі з'ясується, що череп належав представникові іншого, давнішого виду. В цьому випадку, на їхню думку, до цього давнього виду повинні бути віднесені і деякі інші зразки такого ж геологічного віку з того ж регіону, в тому числі і уламок щелепи, описаний французами в 1968 році. З точки зору А. Вокера і його співавторів, цей вид у разі його виділення слід віднести до роду австралопітеків (Australopithecus) і, зберігаючи видову назву, дану французькими дослідниками, він повинен називатися Australopithecus aethiopicus.
Однак, не всі дослідники погодилися з твердженням, що череп належить до виду Australopithecus boisei або Australopithecus aethiopicus. 1989 року Волтер Фергюсон описав цю знахідку як представника нового виду Australopithecus walkeri Ferguson, 1989.
Попри те, що деякі фахівці підтримали позицію В. Фергюсона, загального визнання вона не отримала. Тепер[коли?] «масивні австралопітеки» як правило виділяються в самостійний рід парантропів (Paranthropus). При цьому найдревніші їх представники зі Східної Африки зазвичай розглядаються як окремий вид Paranthropus aethiopicus. Ця назва найчастіше асоціюється з «чорним черепом», попри те, що щелепа Omo 18-1967-18 залишається типовим примірником, за яким дано офіційно закріплену видову назву.

## Фізичні характеристики
Черепна коробка маленького розміру, низька, витягнута в довжину і розширюється донизу. У дорослих самців дуже сильно розвинений сагітальний гребінь, який служив для кріплення потужних жувальних м'язів. Надбрівний валик дещо тонкий. Будова скроневої кістки близько до такої у парантропа Бойса. Основа черепа плоска, а потиличний отвір зміщений назад, що можна розцінювати як примітивні ознаки. Сосцевидні відростки великі.
Кістки обличчя масивні, обличчя дуже широке, його центральна частина ввігнута, а бічні краї виступають вперед. Вертикальний профіль обличчя виразний з дуже сильним альвеолярним прогнатизмом. Верхня щелепа масивна, сплощена спереду, сильно виступає вперед. Піднебіння велике, масивне, плоске.
Нижня щелепа масивна, з дуже широкою зубної дугою, сильно розходиться назад.
Корінні зуби дуже великі, а передкорінні, ікла і особливо різці порівняно менші. На верхній щелепі є діастема — проміжок між різцями і іклами, що є ще одною примітивною ознакою.
Мозок дуже маленький, об'єм черепної коробки «чорного черепа» становить лише близько 410 см3. За формою і співвідношеннями розмірів відділів мозку парантроп ефіопський близький до сучасних людиноподібних мавп.

Про будову інших частин скелета практично нічого достовірно невідомо. Можливо, до цього виду належить стегнова кістка KNM-WT 16002, знайдена в тому ж районі, що й «чорний череп», але трохи давніша. Її розміри — середні для австралопітеків.

## Спосіб життя
На думку деяких дослідників, великі зуби і масивні щелепи парантропів, а також добре розвинений сагітальний гребінь, який служив для кріплення потужних жувальних м'язів свідчать про харчування грубою рослинною їжею. Судячи по співвідношенню вмісту ізотопів вуглецю в зубах представників близького виду — Парантроп Бойса, основну масу рослинної їжі становили трав'янисті рослини. Однак співвідношення вмісту стронцію та кальцію свідчить на користь того, що парантропи не були строго рослиноїдними, а всеїдними і, можливо споживали в їжу більше м'яса, ніж найдавніші представники людей.
Немає жодних доказів виготовлення парантропами знарядь, хоча і не доведено також, що вони не були здатні їх виготовляти.

## Поширення і середовище проживання
Викопні рештки, що належать до цього виду, зустрічаються у Східній Африці у відкладеннях з датуваннями від 2,33 до 2,75 млн років. Вони знайдені в околицях озера Туркана і річки Омо, що впадає в нього, а також в місцезнаходженні Лаетолі в Танзанії. Середовище проживання парантропа ефіопського зазвичай реконструюється за супутньою викопною фауною як досить вологі луки, лісостеп чи рідколісся поблизу постійних водойм.

## Еволюційні зв'язки
За деякими особливостями будови парантроп ефіопський близький до австралопітека афарського, який можливо є його предком. У свою чергу, досить імовірно, що парантроп ефіопський є предком пізнішого східноафриканського виду парантропів — парантропа Бойса.

Можливі родинні зв'язки з третім видом парантропів — південноафриканським Paranthropus robustus — не цілком ясні. Деякі дослідники вважають, що він може бути ще одним нащадком парантропа ефіопського, але є аргументи і на користь його незалежного від інших парантропів походження (в такому випадку рід Paranthropus виявляється поліфілетичним).

## Ресурси Інтернета
- Парантроп ефіопський на сайті Антропогенез.RU
- Тривимірна модель «чорного черепа» на сайті Національного музею природної історії Смітсонівського інституту